# Blade (Franchise)

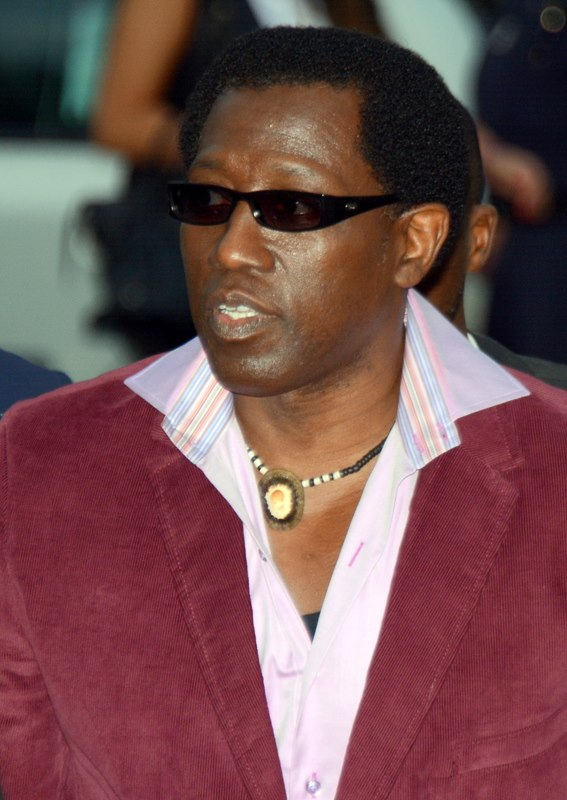
Wesley Snipes (2014)

Blade ist ein US-amerikanisches Horror-Fantasy-Franchise, das auf der gleichnamigen Comicfigur von Marvel Comics basiert. Es besteht aus den Filmen Blade (1998), Blade II (2002), Blade: Trinity (2004) und der Fernsehserie Blade – Die Jagd geht weiter (2006). Die Filmtrilogie sowie die Fernsehserie wurden von New Line Cinema vertrieben. Die Hauptrolle in der Trilogie übernahm Wesley Snipes, während Sticky Fingaz in der Serie Eric Brooks spielte. Im Februar 2025 wird ein neuer Film, der im Marvel Cinematic Universe (MCU) angesiedelt ist, mit Mahershala Ali als Blade, veröffentlicht.

## Filme
| Titel                     | Veröffentlichung (Deutschland) | Regie              | Drehbuch                              | Produktion                                         |
| ------------------------- | ------------------------------ | ------------------ | ------------------------------------- | -------------------------------------------------- |
| Original-Trilogie         |                                |                    |                                       |                                                    |
| Blade                     | 3. Dez. 1998                   | Stephen Norrington | David S. Goyer                        | Robert Engelmann, Peter Frankfurt, Wesley Snipes   |
| Blade II                  | 2. Mai 2002                    | Guillermo del Toro | David S. Goyer                        | Robert Engelmann, Patrick J. Palmer, Wesley Snipes |
| Blade: Trinity            | 20. Jan. 2005                  | David S. Goyer     | David S. Goyer                        | David S. Goyer, Lynn Harris, Wesley Snipes         |
| Marvel Cinematic Universe |                                |                    |                                       |                                                    |
| Blade                     | TBA                            | –                  | Stacy Osei-Kuffour, Michael Starrbury | Kevin Feige                                        |

## Verworfene Projekte

### Prequel-Trilogie
Im Oktober 2008 wurde angekündigt, dass Stephen Norrington eine Prequel-Trilogie zu Blade entwickelt, in der Stephen Dorff seine Rolle als Deacon Frost wiederholen würde. Im August 2012 gingen die Rechte jedoch an Marvel Studios zurück, weshalb die Pläne verworfen wurden.

### Underworld-Crossover
Im Oktober 2016 kündigte die Hauptdarstellerin der Underworld-Filmreihe, Kate Beckinsale, ein Crossover der beiden Filmreihen mit Snipes Rückkehr als eine Fortsetzung zu Blade: Trinity an, dass jedoch von Marvel abgesagt wurde, da es bereits Pläne für die Aufnahme Blades in das MCU gab.

## Fernsehserie
| Titel                        | Staffeln | Episoden | Deutsche Erstveröffentlichung | Finale        | Schöpfer       | Sender    |
| ---------------------------- | -------- | -------- | ----------------------------- | ------------- | -------------- | --------- |
| Blade – Die Jagd geht weiter | 1        | 13       | 11. Juni 2007                 | 20. Aug. 2007 | David S. Goyer | ProSieben |

### Blade – Die Jagd geht weiter
Inhaltlich spielt die Fernsehserie nach den Filmen. Die Darsteller der Hauptcharaktere Blade und Abraham Whistler wurden durch Sticky Fingaz und Adrian Glynn McMorran ersetzt. Goyer, der zuvor die Drehbücher der Filme schrieb und beim letzten Regie führte, kreierte die Serie.

## Besetzung und Synchronisation
| Rolle                           | Film                 | Film                  | Film               | Film           | Fernsehserie          | Synchronisation                   |
| Rolle                           | Blade (1998)         | Blade II              | Blade III          | Blade          | Die Jagd geht weiter  | Synchronisation                   |
| ------------------------------- | -------------------- | --------------------- | ------------------ | -------------- | --------------------- | --------------------------------- |
| Blade Eric Brooks Der Daywalker | Wesley Snipes        | Wesley Snipes         | Wesley Snipes      | Mahershala Ali | Sticky Fingaz         | Torsten Michaelis Ingo Albrecht 1 |
| Abraham Whistler                | Kris Kristofferson   | Kris Kristofferson    | Kris Kristofferson |                | Adrian Glynn McMorran | Hartmut Becker Unbekannt 1        |
| Deacon Frost La Magra           | Stephen Dorff        | Erwähnt               |                    |                |                       | Alexander Brem                    |
| Dr. Karen Jenson                | N’Bushe Wright       |                       |                    |                |                       | Susanne von Medvey                |
| Quinn                           | Donal Logue          | Kai Taschner          |                    |                |                       |                                   |
| Mercury                         | Araceli Jover        | Michèle Tichawsky     |                    |                |                       |                                   |
| Vanessa Brooks                  | Sanaa Lathan         | Kathrin Simon         |                    |                |                       |                                   |
| Racquel                         | Traci Lords          | Claudia Kleiber       |                    |                |                       |                                   |
| Gitano Dragonetti               | Udo Kier             | Erich Ludwig          |                    |                |                       |                                   |
| Eli Damaskinos                  |                      | Thomas Kretschmann    |                    |                |                       | Thomas Kretschmann                |
| Jared Nomak                     | Luke Goss            | Jacques Breuer        |                    |                |                       |                                   |
| Priest                          | Tony Curran          | Pierre Peters-Arnolds |                    |                |                       |                                   |
| Nyssa Damaskinos                | Leonor Varela        | Carin C. Tietze       |                    |                |                       |                                   |
| Dieter Reinhardt                | Ron Perlman          | Ekkehardt Belle       |                    |                |                       |                                   |
| Asad                            | Danny John-Jules     | Ole Pfennig           |                    |                |                       |                                   |
| Snowman                         | Donnie Yen           | Stumm                 |                    |                |                       |                                   |
| Chupa                           | Matt Schulze         | Torsten Münchow       |                    |                |                       |                                   |
| Scud                            | Norman Reedus        | Konstantin Graudus    |                    |                |                       |                                   |
| Dracula / Drake                 | Erwähnt              |                       | Dominic Purcell    |                |                       | Oliver Stritzel                   |
| Abigail Whistler                | Erwähnt              | Jessica Biel          | Karoline Guthke    |                |                       |                                   |
| Hannibal King                   |                      |                       | Ryan Reynolds      | Manou Lubowski |                       |                                   |
| Danica Talos                    | Parker Posey         | Elisabeth Günther     |                    |                |                       |                                   |
| Dr. Edgar Vance                 | John Michael Higgins | Pierre Franckh        |                    |                |                       |                                   |
| Jarko Grimwood                  | Triple H             | Christoph Jablonka    |                    |                |                       |                                   |
| Asher Talos                     | Callum Keith Rennie  | Erhard Hartmann       |                    |                |                       |                                   |
| Krista Starr                    |                      |                       |                    |                | Jill Wagner           | Tanja Geke                        |
| Shen                            | Nelson Lee           | Sebastian Schulz      |                    |                |                       |                                   |
| Marcus Van Sciver               | Neil Jackson         | Unbekannt             |                    |                |                       |                                   |
| Chase                           | Jessica Gower        | Melanie Hinze         |                    |                |                       |                                   |
| FBI-Agent Ray Collins           | Larry Poindexter     | Peter Reinhardt       |                    |                |                       |                                   |

## Rezeption

### Einspielergebnisse
Mit einem Gesamteinspielergebnis von 418 Millionen US-Dollar ist die Trilogie auf dem 20. Platz der erfolgreichsten Horrorfilmreihen. Blade ist zudem auf dem 36. Platz der erfolgreichsten Filmtrilogien (Stand: 19. April 2023).
| Film           | Einspielergebnisse in US-Dollar | Einspielergebnisse in US-Dollar | Einspielergebnisse in US-Dollar | Budget   |
| Film           | Nordamerika                     | Deutschland                     | Weltweit                        | Budget   |
| -------------- | ------------------------------- | ------------------------------- | ------------------------------- | -------- |
| Blade          | 70.087.718                      | 12.776.531                      | 131.211.377                     | 45 Mio.  |
| Blade II       | 82.348.319                      | 10.346.127                      | 155.010.032                     | 54 Mio.  |
| Blade: Trinity | 52.411.906                      | 10.383.374                      | 131.977.904                     | 65 Mio.  |
| Gesamt:        | 204.847.943                     | 33.506.032                      | 418.199.313                     | 164 Mio. |

### Kritiken
Stand: 19. April 2023
| Titel                        | Rotten Tomatoes     | Metacritic       | IMDb                      |
| ---------------------------- | ------------------- | ---------------- | ------------------------- |
| Blade                        | 57 % (107 Kritiken) | 47 (25 Kritiken) | 7,1 (282.628 Bewertungen) |
| Blade II                     | 57 % (150 Kritiken) | 52 (28 Kritiken) | 6,7 (224.480 Bewertungen) |
| Blade: Trinity               | 24 % (166 Kritiken) | 38 (30 Kritiken) | 5,8 (181.846 Bewertungen) |
| Blade – Die Jagd geht weiter | 50 % (18 Kritiken)  | 49 (15 Kritiken) | 6,3 (5.775 Bewertungen)   |

## Musik
| Titel                                                | Veröffentlichung (USA) | Länge | Komponist  | Label            |
| ---------------------------------------------------- | ---------------------- | ----- | ---------- | ---------------- |
| Blade: Music from and Inspired by the Motion Picture | 25. August 1998        | 33:21 | Mark Isham | TVT Records      |
| Blade II: The Soundtrack                             | 19. März 2002          | 55:52 | Mehrere    | Virgin Records   |
| Blade: Trinity (Original Motion Picture Soundtrack)  | 23. November 2004      | 49:54 | Mehrere    | WaterTower Music |

## Andere Medien

### Videospiele
Zu den ersten beiden Filmen der beliebten Horror-Trilogie wurden zwei Videospiele veröffentlicht
- Blade wurde im Jahr 2000 für den Game Boy Color und die PlayStation veröffentlicht.
- Blade II, veröffentlicht im selben Jahr wie der gleichnamige Film, erschien für die PlayStation 2 und die Xbox.